# Oena capensis
La tortolita rabilarga, tortolita de cola larga, paloma namaqua o palomita especulada capense (Oena capensis) es una especie de ave columbiforme de la familia Columbidae propia del África subsahariana, Madagascar y Arabia. Es la única especie del género Oena.

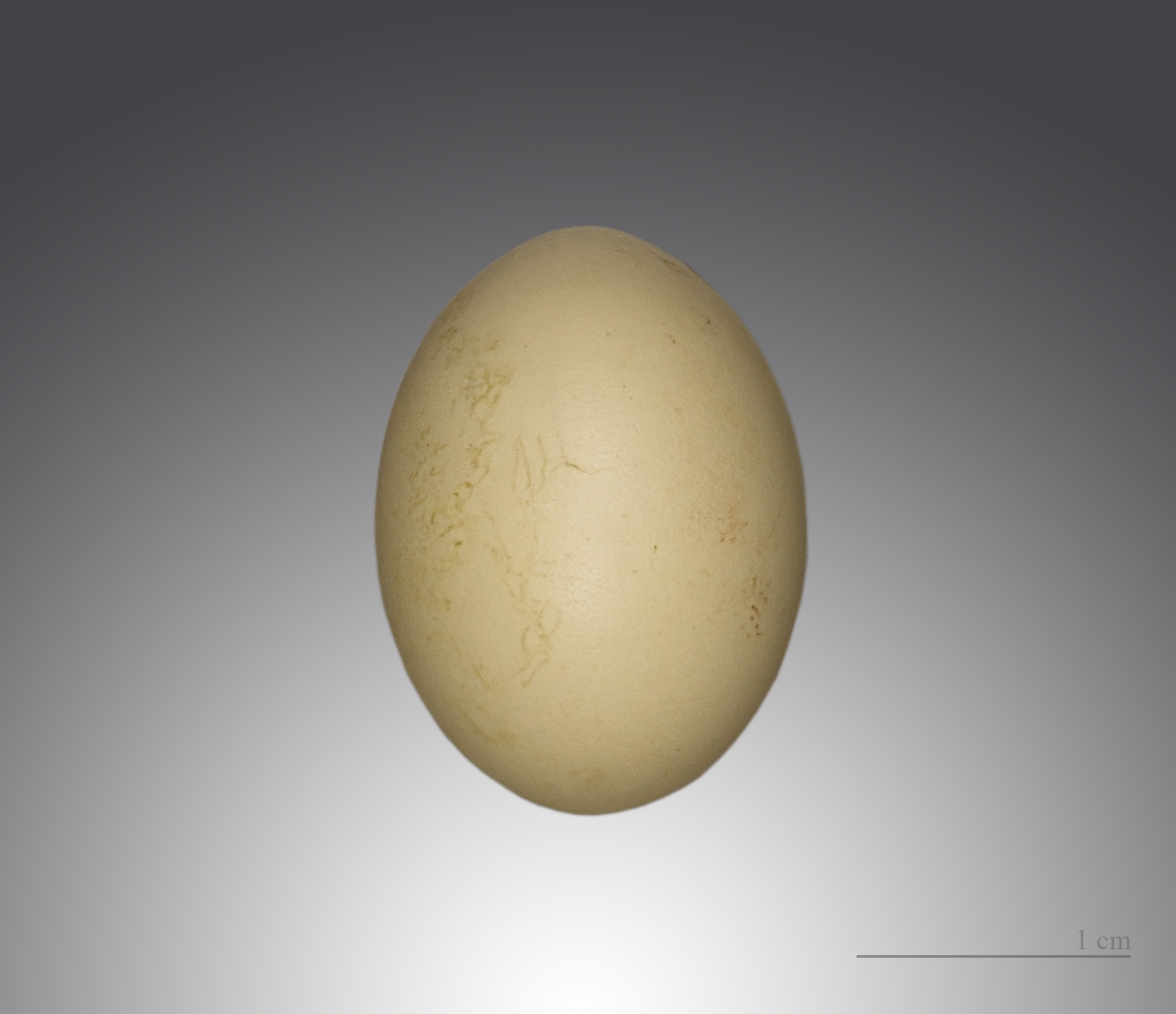
Huevo de Oena capensis

## Características
Es una paloma diminuta con una cola larguísisma y puntiaguda. Es similar en tamaño, forma y modo de vida al periquito común. 
Sólo el macho tiene la máscara negra de la cara que se extiende hasta el pecho y el pico claro. Ambos sexos ostentan una mancha alar castaño-anaranjada visible en vuelo. 
Vuela velozmente, con un aleteo rápido e irregular. Vive en campos secos y abiertos, matorrales y labrantíos, solitaria, en pareja o en grupos. Se alimenta en el suelo, de pequeñas semillas. En regiones más áridas, se desplaza de forma nómada y coloniza los lugares con agua y comida disponibles.

## Subespecies
Se conocen dos subespecies de Oena capensis:
- Oena capensis aliena Bangs, 1918
- Oena capensis capensis (Linnaeus, 1766)